# Johannes Hendrikus Donner
Johannes Hendrikus (Hein) Donner (ur. 6 lipca 1927 w Hadze, zm. 27 listopada 1988 w Amsterdamie) – holenderski szachista, arcymistrz od 1959 roku.

## Kariera szachowa
Od pierwszych lat 50. do końca 70. należał do ścisłej czołówki holenderskich szachistów. Pomiędzy 1950 a 1978 rokiem jedenastokrotnie reprezentował barwy swojego kraju na szachowych olimpiadach (w tym 2 razy na I szachownicy), zdobywając 3 srebrne medale: w roku 1976 (wraz z drużyną) oraz indywidualnie w latach 1950 (za wynik na VI szachownicy) i 1952 (na III szachownicy). Trzykrotnie triumfował w indywidualnych mistrzostwach Holandii (1954, 1957 i 1958). W roku 1955 jedyny raz w swojej karierze wystąpił w turnieju międzystrefowym rozegranym w Göteborgu. Nie był to jednak start udany, gdyż w turnieju tym podzielił ostatnią lokatę (wraz z m.in. Bogdanem Śliwą).
Największym indywidualnym sukcesem Donnera było zwycięstwo w turnieju rozegranym w Beverwijk w roku 1963, w którym wyprzedził silnych radzieckich arcymistrzów Dawida Bronsteina i Jurija Awerbacha. Do innych znaczących osiągnięć należą zwycięstwa w Beverwijk (1950, przed Maxem Euwe), Amsterdamie (1965, turniej IBM) i Wenecji (1967, przed Tigranem Petrosjanem) oraz II miejsce w Leiden (1970, za Borysem Spasskim, ale przed Michaiłem Botwinnikiem i Bentem Larsenem).
Najwyższy ranking w karierze osiągnął 1 lipca 1971 r., z wynikiem 2500 punktów dzielił wówczas 77-81. miejsce na światowej liście FIDE, jednocześnie zajmując 1. miejsce wśród holenderskich szachistów. Według retrospektywnego systemu Chessmetrics, w listopadzie 1965 r. zajmował 65. miejsce na świecie.